# Subliteratura
La subliteratura es una literatura adaptada al gusto común, con fines comerciales y de entretenimiento sencillo, considerada inferior a la literatura en términos de calidad de la escritura, profundidad y reconocimiento ulterior, que simplemente intentar gustar a la mayor parte de gente posible. Es más fácil de leer que la literatura, pues no requiere de gran conocimiento lingüístico ni literario. A pesar de su posible éxito comercial o popular, tiene poca o ninguna influencia en las obras literarias del futuro.
Estas son algunas de las características de la subliteratura:
- Los argumentos son rudimentarios o poco elaborados.

- Está dirigida a lectores muy concretos

- Sus ideas son simples e intrascendentes.

- Tiene finalidades o utilidades

- El lenguaje empleado es sencillo.

- Es altamente comercial, ya que esta dirigida al grueso de la población[1]

Algunos autores ven la subliteratura bajo una luz más benigna, como un tipo de literatura ligera predominantemente narrativa, basada en la repetición de los mismos tipos y estímulos y dirigida a un público alfabetizado que busca en el libro entretenimiento, distracción y una satisfacción superficial que le resulta suficiente.
Los géneros que abarca la subliteratura varían según la época y el autor. En la Edad Media, se consideraba subliteratura los romances, ya que estaban escritos para el consumo popular. En la actualidad, entrarían en esta clasificación las novelas policíacas, la ciencia ficción, el cómic, la novela erótica e incluso la literatura infantil, aunque muchas obras pertenecientes a estos géneros se pueden clasificar como literatura de pleno derecho. Otros autores añaden a esta lista las fotonovelas, novelas de espionaje, de intriga, románticas, esotéricas, aventura, magia, fantasía, mitología y terror.
En España tuvieron muchísimo éxito las llamadas “novelas de quiosco” o “novelas de a duro”.Ejemplos representativos de este género son las obras de los escritores Corín Tellado, autora de más de 5000 novelas rosas, Marcial Lafuente Estefanía, especializado en novelas del oeste, Silver kane, autor de novela negra o Curtis Garland, con unos 2000 títulos del oeste, bélicos, policíacos, de terror, ciencia ficción, aventuras y artes marciales.